# True Partnership
True Partnership är en princip för vinstdelning - företrädesvis i konsultbolag - enligt vilken delägarna delar årsvinsten lika - oberoende av respektive delägares prestationer under året.
Advokatbyråer som tillämpar true partnership är till exempel:
- Cederquist
- Mannheimer Swartling
- Prime
- Roschier
- Setterwalls